# Plagiopsetta glossa
Plagiopsetta glossa is een straalvinnige vissensoort uit de familie van schollen (Samaridae). De wetenschappelijke naam van de soort is voor het eerst geldig gepubliceerd in 1910 door Franz.